# Zuzanna Lipiec
Zuzanna Lipiec-Gąsiorek (ur. 11 sierpnia 1970) – polska aktorka filmowa, telewizyjna, teatralna i dubbingowa. W 1995 roku ukończyła Państwową Wyższą Szkołę Teatralną w Krakowie, lecz dyplom uzyskała rok później.
W latach 1989–1991 występowała jako chórzystka w Operetce Śląskiej w Gliwicach. W latach 1996–2014 współpracowała z Teatrem Polskim w Warszawie, a następnie z Naszym Teatrem i Teatrem Fijewskich.
Jej mężem jest aktor Maciej Gąsiorek.

## Filmografia
| Filmy |                                      |                                         |                                          |
| Rok   | Tytuł polski                         | Rola                                    | Uwagi                                    |
| 1993  | Lista Schindlera                     | kobieta bawiąca się z ss-manami         | debiut filmowy, niewymieniona w napisach |
| 1993  | Dwa księżyce                         | szwaczka w firmie Walentyny             |                                          |
| 1994  | Legenda Tatr                         | „Rosiczka”                              |                                          |
| 1997  | Kochaj i rób co chcesz               | Ada, koleżanka Agnieszki                |                                          |
| 1999  | Pan Tadeusz                          | Panna Podkomorzanka                     |                                          |
| 2002  | Chopin. Pragnienie miłości           |                                         |                                          |
| 2006  | Plac Zbawiciela                      | Irena, siostra Beaty                    |                                          |
| 2016  | Zerwany kłos                         | Maria Kózka, matka Karoliny             |                                          |
| 2017  | Stefan Starzyński. Śledztwo umorzono | Jadwiga Iżycka, pielęgniarka na Pawiaku | film dokumentalny                        |
| 2017  | Sąsiedzi                             | mama                                    | etiuda szkolna                           |
| 2019  | Podróżnik. Akcja inteligencja        | lektor                                  | film dokumentalny                        |
| 2022  | Indeks i karabin                     |                                         | film dokumentalny                        |

| Produkcje telewizyjne |                              |                                                                       |                                                     |
| Rok                   | Tytuł polski                 | Rola                                                                  | Uwagi                                               |
| 1994                  | Spis cudzołożnic             | kobieta w wizji Gustawa                                               | film telewizyjny                                    |
| 1995                  | Sędziowie                    | Dziewczyna                                                            | spektakl telewizyjny                                |
| 1996                  | Maszyna zmian. Nowe przygody | plotkująca kobieta                                                    | serial telewizyjny, odcinek: 1                      |
| 1997                  | Pan Benet                    | Paulina                                                               | spektakl telewizyjny                                |
| 1997                  | Boża podszewka               | służąca Bogusi                                                        | serial telewizyjny, odcinek: 7                      |
| 1998                  | Drzewo                       | Żona Dudy                                                             | spektakl telewizyjny                                |
| 1999                  | Tygrysy Europy               | uczestniczka interview u Nowaków                                      | serial telewizyjny                                  |
| 1999                  | Sto minut wakacji            | ekspedientka w supermarkecie                                          | serial telewizyjny                                  |
| 2000                  | 13 posterunek 2              | dziewczyna na randce z Czarkiem                                       | serial telewizyjny, odcinek: 11                     |
| 2000–2001             | Adam i Ewa                   | sekretarka w liceum, do którego kiedyś uczęszczała Magda              | serial telewizyjny                                  |
| 2002–2010             | Samo życie                   | Halinka, pacjentka oddziału ginekologiczno-położniczego               | serial telewizyjny                                  |
| 2004                  | M jak miłość                 | Danka Gabrysiak                                                       | serial telewizyjny, odcinek: 230                    |
| 2007                  | Dwie strony medalu           | nauczycielka Radwańska                                                | serial telewizyjny, odcinek: 48                     |
| 2008                  | Przygody Sindbada Żeglarza   | Żona króla / Ludożerca / Syrena                                       | spektakl telewizyjny                                |
| 2008                  | Klan                         | Małgorzata, lekarz neurolog na oddziale neurologii Szpitala Praskiego | serial telewizyjny                                  |
| 2009                  | Przeznaczenie                | Donata Beker                                                          | serial telewizyjny, odcinek: 4                      |
| 2010                  | Plebania                     | kobieta w fitness-clubie                                              | serial telewizyjny, odcinki: 1556, 1558, 1561, 1618 |
| 2011                  | Prosto w serce               | pracownica domu dziecka                                               | serial telewizyjny, odcinek: 2                      |
| 2012                  | Na Wspólnej                  | lekarka                                                               | serial telewizyjny, odcinki: 1671, 1676, 1684, 1695 |
| 2014                  | Klan                         | Topolewska, matka Joanny                                              | serial telewizyjny                                  |
| 2016                  | M jak miłość                 | Boguszowa, matka Bartka                                               | serial telewizyjny, odcinek: 1215                   |
| 2016                  | Druga szansa                 | pacjentka                                                             | serial telewizyjny, odcinek: 2                      |
| 2018                  | Wojenne dziewczyny           | starościna                                                            | serial telewizyjny, odcinek: 14                     |
| 2020                  | Echo serca                   | mężatka                                                               | serial telewizyjny, odcinek: 41                     |
| 2021                  | Na sygnale                   | matka Maryny                                                          | serial telewizyjny, odcinek: 299                    |
| 2021                  | Na Wspólnej                  | doktor                                                                | serial telewizyjny, odcinki: 3270, 3271             |

| Dubbing |                                          |                 |       |
| Rok     | Tytuł polski                             | Rola            | Uwagi |
| 1999    | Asterix i Obelix kontra Cezar            | Dobromina       |       |
| 2001    | Harry Potter i Kamień Filozoficzny       | Doris Crockford |       |
| 2010    | Harry Potter i Insygnia Śmierci: Część I | Charity Burbage |       |
| 2016    | Bogowie Egiptu                           |                 |       |
| 2016    | Warcraft: Początek                       | Alodi           |       |